# Arethaea ambulator
Arethaea ambulator är en insektsart som beskrevs av Morgan Hebard 1936. Arethaea ambulator ingår i släktet Arethaea och familjen vårtbitare. Inga underarter finns listade i Catalogue of Life.